# Octava Avenida (línea Sea Beach)
La Octava Avenida es una estación terminal en la línea Sea Beach del Metro de Nueva York de la división A del Interborough Rapid Transit Company. La estación se encuentra localizada en Sunset Park en Brooklyn entre la Octava Avenida y la Calle 62. La estación es servida en varios horarios por los trenes del Servicio .

## Enlaces externos

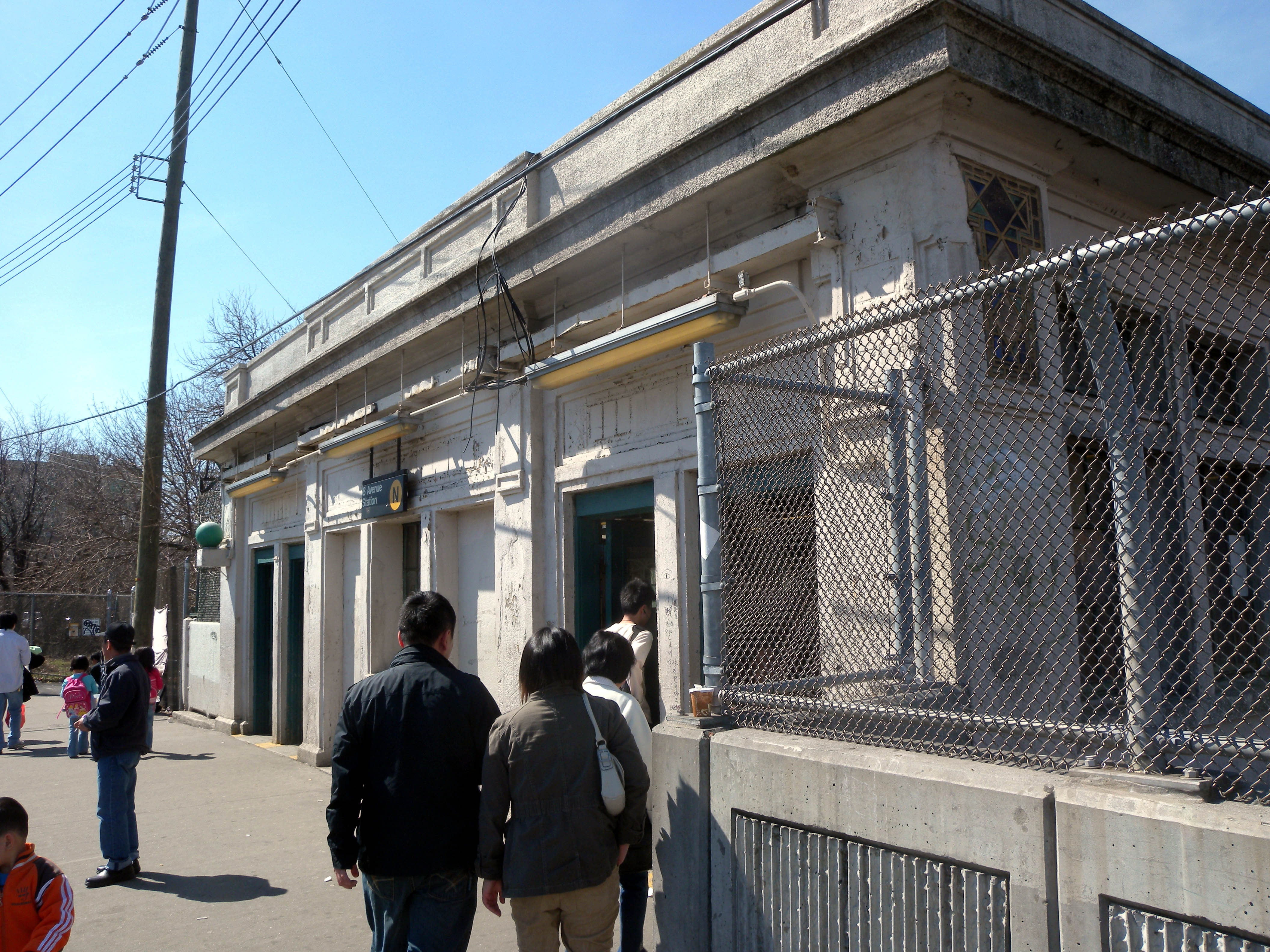
Casa estación